# Чемпіонат світу з водних видів спорту 1982
Чемпіонат світу з водних видів спорту 1982 тривав з 29 липня до 8 серпня 1982 року в Гуаякілі (Еквадор). У ньому взяли участь 848 спортсменів, що змагалися в чотирьох видах програми:
- Стрибки у воду — 4 дисципліни (2 чоловіки, 2 жінки);
- Плавання — 29 дисциплін (15 чоловіки, 14 жінки);
- Синхронне плавання — 3 дисципліни (всі жінки);
- Водне поло — 1 дисципліна (чоловіки).

## Таблиця медалей
| Місце   | Країна          | 1  | 2  | 3  | Загалом |
| ------- | --------------- | -- | -- | -- | ------- |
| 1       | США             | 13 | 11 | 10 | 34      |
| 2       | НДР             | 12 | 9  | 5  | 26      |
| 3       | СРСР            | 5  | 9  | 4  | 18      |
| 4       | Канада          | 3  | 3  | 1  | 7       |
| 5       | ФРН             | 2  | 1  | 3  | 6       |
| 6       | Нідерланди      | 1  | 1  | 2  | 4       |
| 7       | Бразилія        | 1  | 0  | 0  | 1       |
| 8       | Угорщина        | 0  | 2  | 0  | 2       |
| 9       | Австралія       | 0  | 1  | 0  | 1       |
| 9       | Велика Британія | 0  | 1  | 0  | 1       |
| 11      | Японія          | 0  | 0  | 3  | 3       |
| 11      | Швеція          | 0  | 0  | 3  | 3       |
| 13      | КНР             | 0  | 0  | 2  | 2       |
| 14      | Італія          | 0  | 0  | 1  | 1       |
| 14      | Румунія         | 0  | 0  | 1  | 1       |
| 14      | Югославія       | 0  | 0  | 1  | 1       |
| Загалом | Загалом         | 37 | 38 | 36 | 111     |